# Webガバナンス
Webガバナンス（ウェブガバナンス）とは、企業のウェブサイトを統括し、一元的に運営する手法、コンセプトのことである。

## Webガバナンスが必要とされるようになった背景
黎明期に、広報部主導で情報発信サイトとして始まった企業ウェブサイトだが、ウェブサイトを使ったマーケティングが浸透するに従って、各商品担当や事業部毎にウェブサイトを制作、運営することが多くなった。その結果として、ウェブサイトのデザインはもとより、品質基準やインフラ、外注ベンダー、更新システムなどがバラバラになり、企業としての一貫性が保てなくなってきた。これにより、各事業部間でのシナジーや統一的なブランド訴求、インフラコストの効率化などを目的として、Webガバナンスというコンセプトの下でサイトを均質化したり、統括したりしていく傾向となっている。
ガバナンス戦略に従い、サイト運営のルール（ガイドライン）やシステム化（CMSの導入など）を行うことが多い。
Webガバナンスと関連した考え方としては、企業体全体でのサイト構造を意味する、エンタープライズ情報アーキテクチャ (EIA) という概念があり、主に米国では研究が盛んに行われている。